# 相談 (クルアーン)
『相談』とは、クルアーンにおける第42番目の章（スーラ）。53の節（アーヤ）から成る。
章の冒頭に神秘文字（Muqatta'at）が置かれているもの（計29スーラ）のうちの一つ。